# Метрополітен Осло
Метрополітен Осло (норв. T-banen i Oslo) — система метро в Осло, Норвегія, яка керується транспортною компанією Ruter. Система складається з 6ти ліній, всі з яких проходять через центр міста.

## Історія
Історія залізничного транспорту в Осло почалася в 1854 році з відкриттям першої міської залізничної лінії Hoved на сході міста. В 1872 році відкрилась ще одна лінія Drammen на заході, а в 1879 лінія Østfold на півдні. В 1875 році з'явилась перша лінія конного трамваю Kristiania Sporveisselskab, а в 1894 — лінія електричного трамваю  Kristiania Elektriske Sporvei.
Першою приміською лінією стала Holmenkoll, відкрита в 1898. До 1909 лінія поділялась на дві частини: в передмісті була прокладена залізнична колія однієї ширини, а місті трамвайна іншої, тому пасажирам доводилось пересідати з потяга на трамвай на станції Majorstuen.
В 1912 році почалося спорудження першої підземної лінії в Норвегії від Majorstuen до Nationaltheatret довжиною 2 км. Лінія була відкрита в 1928 році. Успіх цієї лінії спричинив будівництво ще декількох ліній: лінії до Skøyen, лінії Lilleaker в 1919, лінії до Avløs в 1924 та до Kolsås в 1930. В 1942 відкрита секція від Jar до Sørbyhaugen.
Ідея створення метро з'явилася в 1912 році. В 1949 році про цю ідею згадали, а в 1954 почали втілювати її в життя. 22 травня 1966 відкрилась перша ділянка метро від Brynseng до Jernbanetorget. Згодом ця ділянка стане так званим «Спільним тунелем». В 1970 відкрилась лінія Furuset.

## Галерея

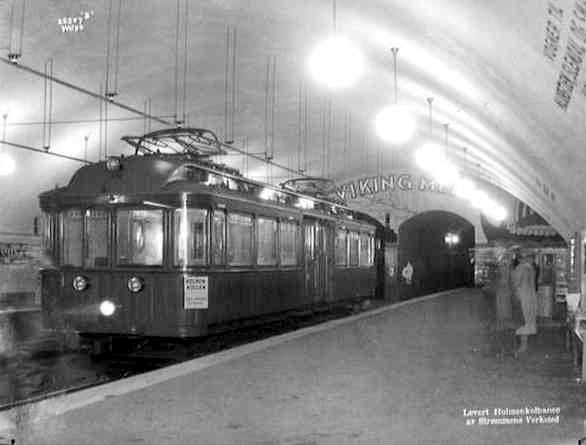
Трамвай на станції Nationaltheatret в 1928 році
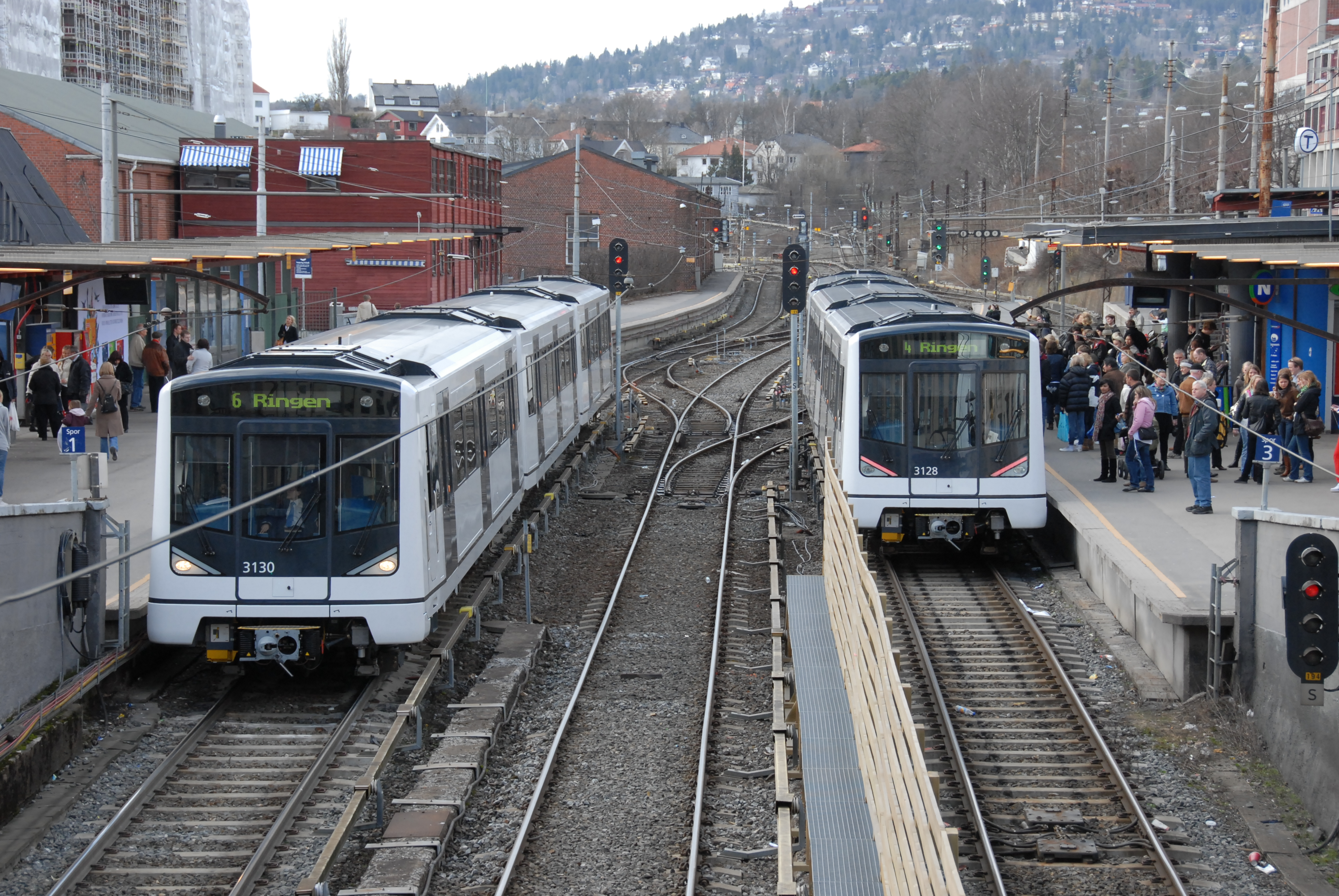
Трамваї на станції Majorstuen
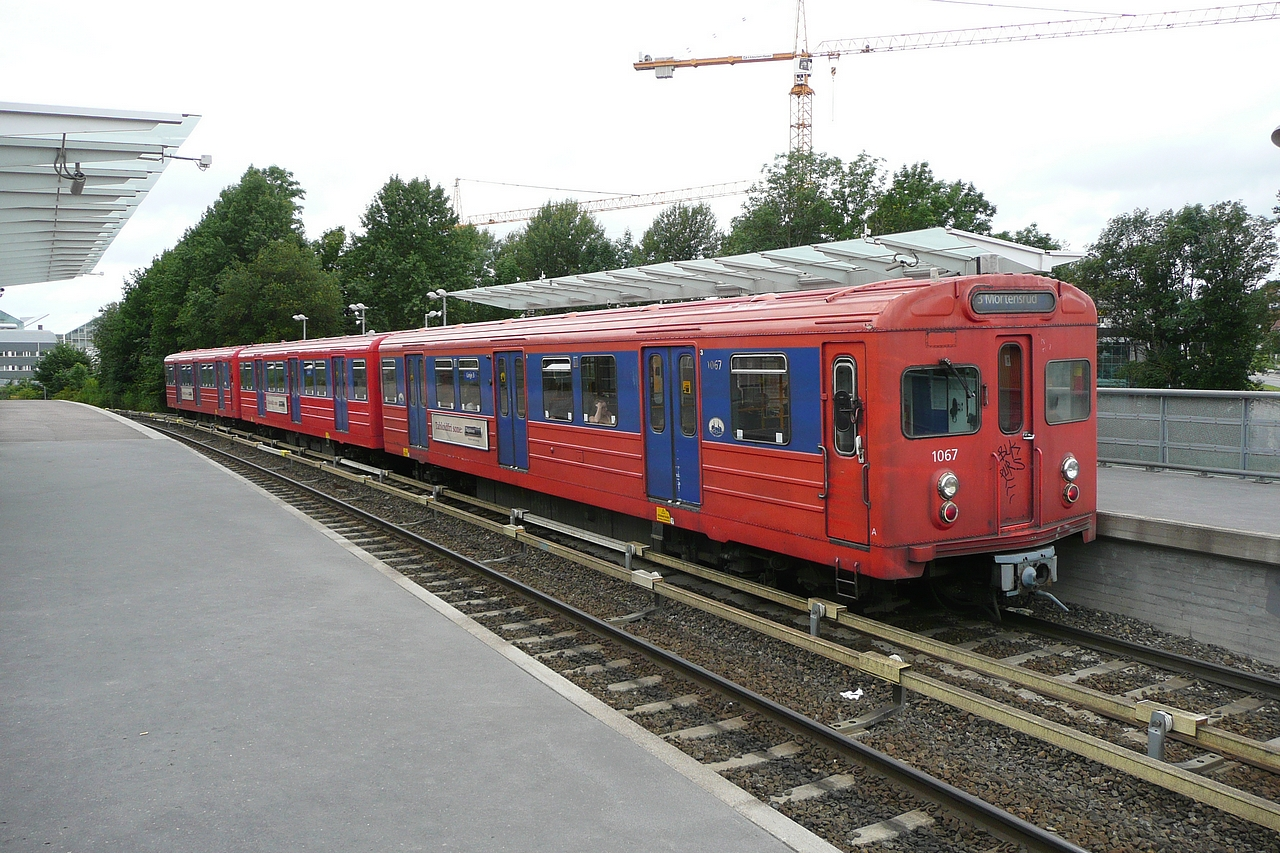
Потяг на станції Mortensrud
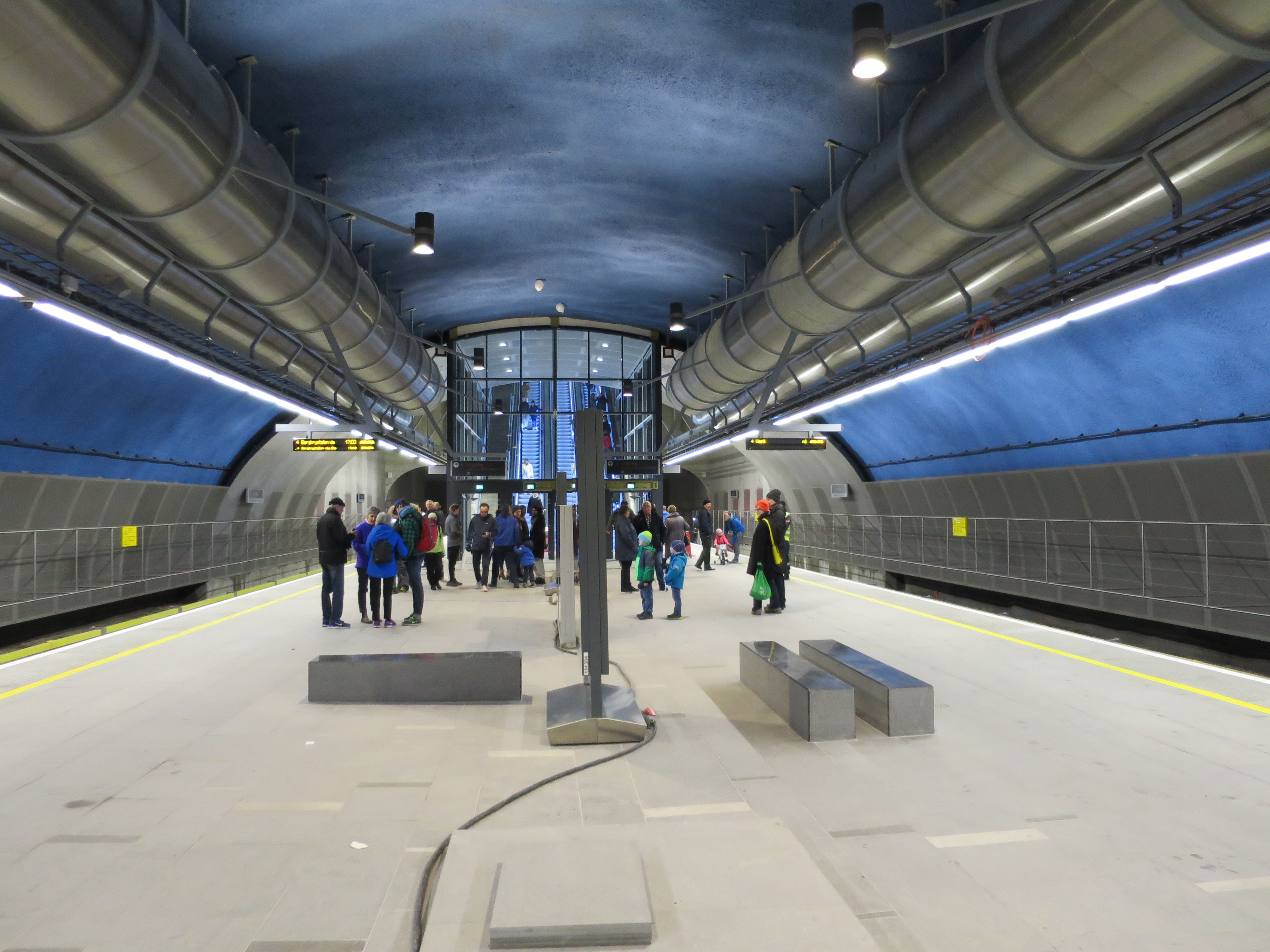
Підземна станція «Løren»
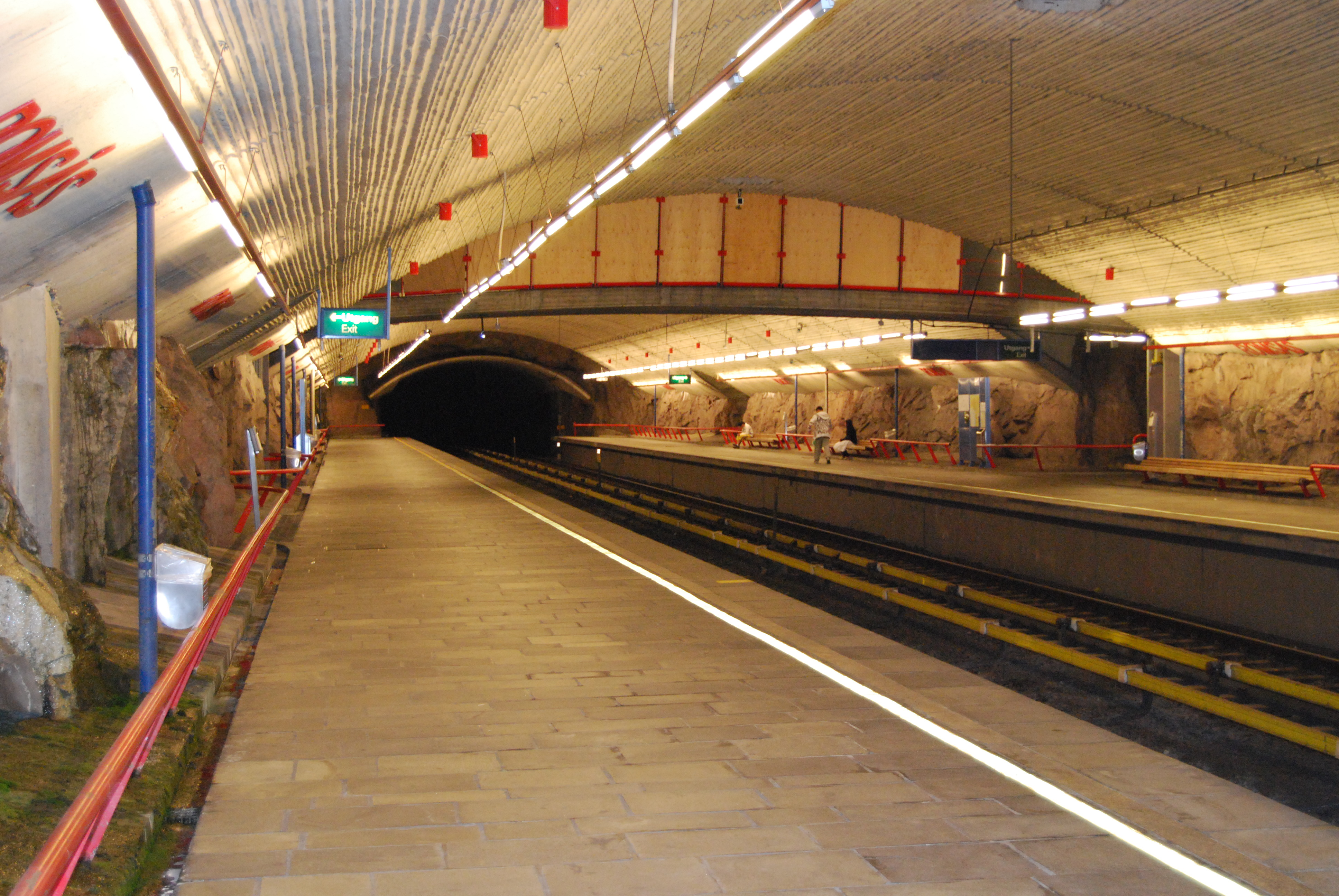
Підземна станція «Romsås»

## Структура

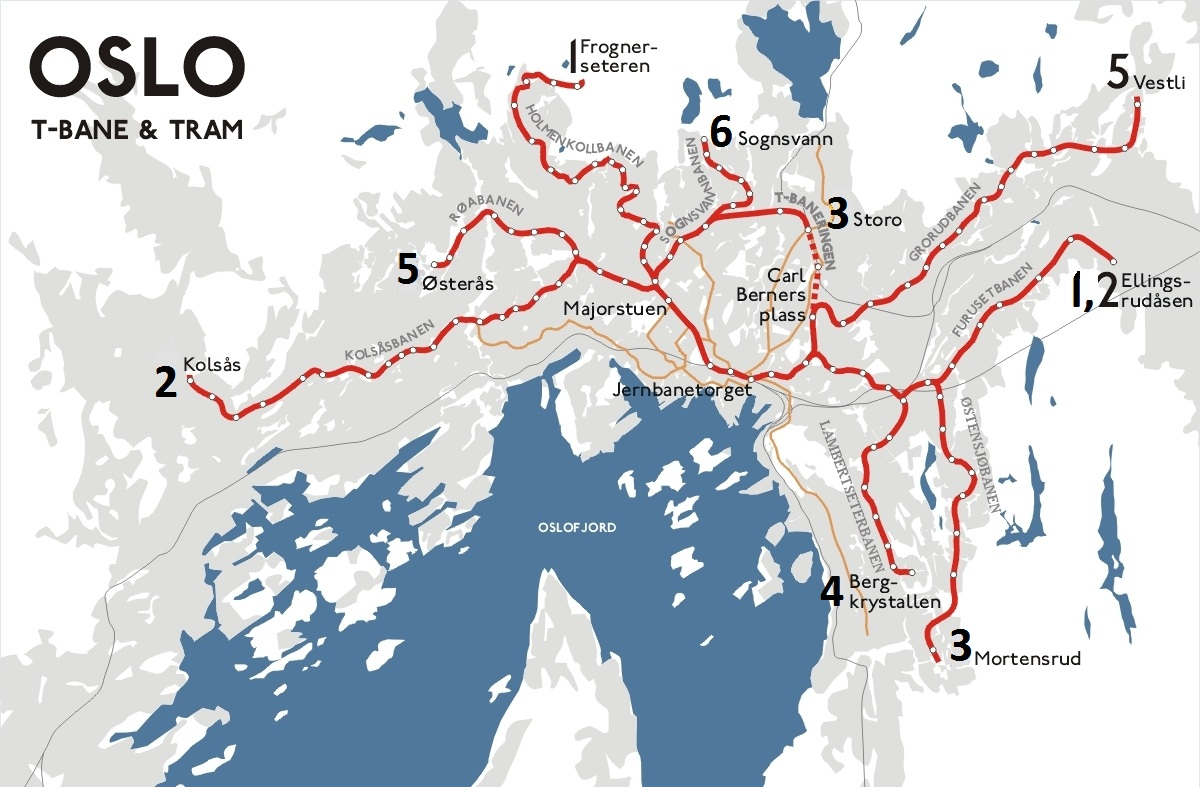
Лінії на мапі міста

Поточна нумерація мережі була запроваджена в 9 грудня 2012.
Метро Осло присутнє в 15ти боро Осло, а також простягається до комуни Bærum, що є передмістям Осло. Є 6 ліній пронумерованих з 1 до 6. Кожна лінія має свій колір. Всі лінії проходять через «Спільний тунель» в центрі міста.
Є 97 станцій, 16 з яких — підземні. Більшість підземних станцій знаходяться на «Спільному тунелі». Єдина підземна станція яка існувала до відкриття метро — Nationaltheatret. Центральн станції розташовані в місцях найбільшого скупчення людей та біля залізничних та автостанцій. На всіх станціях, окрім центральних, немає працівників з 1995 року. Продаж квитків на них є автоматизованими. Проїзд коштує 30 крон. Потяги метро живляться від контактної рейки.
Система має чотири депо: Avløs, Etterstad, Majorstuen та Ryen.